# کهنه خاچماز
کهنه خاچماز (به ترکی آذربایجانی: Köhnə Xaçmaz) یک منطقه مسکونی در جمهوری آذربایجان است که در شهرستان خاچماز واقع شده است. کهنه خاچماز ۳۳۵۸ نفر جمعیت دارد.